# Ali Abdulaziz Mohamed
Mohamed Ali (ur. 12 grudnia 1965) – emiracki piłkarz występujący podczas kariery na pozycji napastnika.

## Kariera klubowa
Podczas piłkarskiej kariery Ali występował w Nadi asz-Szarika, Al-Shabab Dubaj i Al-Nasr Dubaj.

## Kariera reprezentacyjna
Ali występował w reprezentacji ZEA. W 1996 uczestniczył w Pucharze Azji, który był rozgrywany na stadionach w Zjednoczonych Emiratach Arabskich. Reprezentacja ZEA zajęła na tym turnieju drugie miejsce. Na turnieju wystąpił w czterech meczach z Koreą Południową, dwukrotnie z Kuwejtem i Arabią Saudyjską.
W 1997 roku uczestniczył w Pucharze Konfederacji. Na tej ostatniej imprezie wystąpił we wszystkich trzech meczach ZEA z Urugwajem, RPA i Czechami.